# Hermann Hinrich Krudop
Hermann Hinrich Krudop (* 9. Juli 1889 in Holthorst, Landkreis Osterholz; † 15. August 1972 in Bremen) war ein niedersächsischer Politiker (DP) und Mitglied des Niedersächsischen Landtages.
Der Landwirt war in der ersten Wahlperiode Mitglied des Niedersächsischen Landtages vom 7. November 1950 bis 30. April 1951. Seit 28. März 1951 gehörte er der DP/CDU-Fraktion an.
Krudop war seit dem 9. September 1924 mit Gertrud Meta geb. Wachsmuth (1897–1987) verheiratet. Die Eheschließung fand in Lesum statt. Krudop starb am 15. August 1972 um 16:05 Uhr im Krankenhaus an der Hemmstraße im Alter von 83 Jahren. Er wohnte zuletzt in Holthorst Hausnr. 2. Krudop war evangelischer Konfession.